# 臺北市私立東方高級工商職業學校
東方高級工商職業學校是一所位於台灣台北市的高級工商職業學校，簡稱為東方工商。

## 沿革
- 1921（民國10年）：陸自衡於中華民國南京市創立「南京女子專科師範學校」。
- 1924（民國13年）：增設男子部，更名為東方公學。
- 1929（民國18年）：東方公學改名東方中學。
- 1937（民國26年）：發生七七事變，陸自衡率全體師生隨政府遷校重慶。
- 1945（民國34年）：抗戰勝利，東方中學在南京國府路原址復校。
- 1949（民國38年）：大陸淪陷，陸自衡渡海來臺，再謀復校。
- 1954（民國43年）：陸自衡於是時之臺北市近郊信義路四段坡心，闢地二千餘坪，建置校舍。
- 1955（民國44年）：呈臺灣省政府教育廳立案，獲准設立普通科東方中學，並於暑假後增設夜間部。
- 1968（民國57年）：日間部先後增設電子設備修護科及商科，夜間部增設補校及工商科。越數年，又先後增設了電工科、汽車修護科、觀光科、美容科及資料處理科。
- 1969（民國58年）：陸自衡逝世，董事會遴請陸劍霞女士接掌校政。
- 1979（民國68年）：董事會特撥鉅資興建中正教學大樓。
- 1982（民國71年）：改制為臺北市私立東方高級工商職業學校。
- 1992（民國81年）：恢復設置普通科升學實驗班。
- 1994（民國83年）：增設不動產事務科。
- 1999（民國88年）：斥資興建十二層科技教學大樓。
- 1999（民國88年）：開設綜合高中觀光事務、資訊應用、餐飲服務及美容等專門學程。
- 2000（民國89年）：開辦餐飲管理科及資訊科。
- 2002（民國91年）：與開平高中合辦臺北市大安社區大學。
- 2007（民國96年）：停辦綜合高中，全力發展職業類科。
- 2011（民國100年）：申請將原有資料處理科轉型為「多媒體應用科」。
- 2013（民國102年）：美容科轉型為「時尚造型科」。
- 2020（民國109年）：向教育部申請停招。
- 2021（民國110年）：向教育部申請復招，並與臺灣健康管理學會結盟，招收日間部餐飲管理科、時尚造型科及進修部時尚造型科學生，入學即可選讀健康管理課程。

## 科系
- 進修部時尚造型科
- 時尚造型科[2]
- 餐飲管理科

## 外部連結
- 東方工商 官網 （页面存档备份，存于）
- 東方工商的Facebook專頁